# Cremušina
Cremušina es una localidad de Croacia en el municipio de Veliki Grđevac, condado de Bjelovar-Bilogora.

## Geografía
Se encuentra a una altitud de 147 m s. n. m. a 140 km de la capital nacional, Zagreb.

## Demografía
En el censo 2011 el total de población de la localidad fue de 1 habitantes.
| Gráfica de población de Cremušina 1857-2011                         |
|                                                                     |
| Según los censos de población de la oficina estadística de Croacia. |